# کاموت‌ایر
کاموت‌ایر (به انگلیسی: CommutAir) یک شرکت هواپیمایی با کد یاتا C5 است که در ۱۹۸۹ میلادی تأسیس شده و در ۱ اوت ۱۹۸۹ فعالیتش را آغاز کرده‌است. .